# Principio di D'Alembert

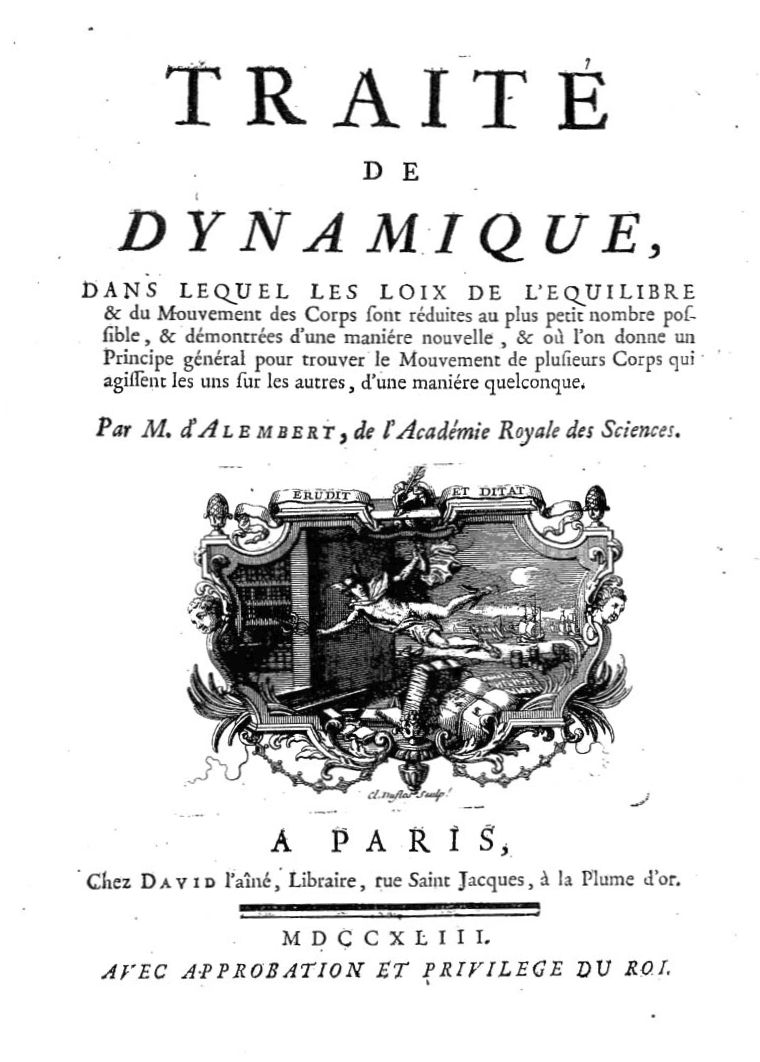
Traité de dynamique di Jean Baptiste Le Rond d'Alembert, 1743. In esso lo studioso francese enunciò il principio della quantità di movimento, noto anche come «Principio di d'Alembert».

Nella meccanica razionale, il principio di d'Alembert è un'estensione del principio dei lavori virtuali per i sistemi di riferimento non inerziali, il quale stabilisce che in ogni istante ogni stato del moto può essere considerato come uno stato di equilibrio meccanico, qualora siano introdotte delle appropriate forze inerziali. In altre parole, è un principio che consente di studiare la condizione dinamica come una condizione statica equivalente, in cui alle forze realmente agenti sul sistema si somma un sistema di forze fittizie dette forze di inerzia. È possibile generalizzare le reazioni vincolari che non obbediscono al principio di d'Alembert attraverso l'equazione di Udwadia-Kalaba.

## Enunciato e dimostrazione
Il secondo principio della dinamica di Newton dice che per un punto materiale o per un corpo, la forza equivale alla derivata temporale del momento coniugato (quantità di moto):
{\displaystyle \mathbf {F} ^{(e)}={\dot {\mathbf {p} }}\iff \mathbf {F} ^{(e)}-{\dot {\mathbf {p} }}=\mathbf {R} =0}
Cioè chiamando inerzia la variazione della quantità di moto, questa si oppone alla forza impressa dall'esterno sul sistema: si può affermare che la somma della risultante dell'inerzia e delle forze esterne agenti deve essere in ogni istante nulla.
Se il punto è soggetto all'azione di un vincolo:
{\displaystyle \ g(x,y,z)=0}
e se {\displaystyle x_{i}}, {\displaystyle y_{i}}, {\displaystyle z_{i}} sono le componenti di uno spostamento virtuale, si può dire che l'i-esimo lavoro virtuale è
{\displaystyle \delta W_{i}=\mathbf {F} ^{(e)}\cdot \delta r_{i}}
quindi per tutti i punti, o i corpi, del sistema si ha un vincolo per il momento coniugato:
{\displaystyle {\dot {\mathbf {p} }}\cdot \delta \mathbf {r} -\delta W=0}
che equivale esattamente all'enunciato del secondo principio della dinamica.